# 10727 Akitsushima
10727 Akitsushima è un asteroide della fascia principale esterna. Scoperto nel 1987, presenta un'orbita caratterizzata da un semiasse maggiore pari a 3,1320505 UA e da un'eccentricità di 0,0315751, inclinata di 5,70958° rispetto all'eclittica.